# Zaozjornyj (město)
Zaozjornyj (rusky Заозёрный) je město v Krasnojarském kraji v  Ruské federaci. Při sčítání lidu v roce 2010 měl přes deset tisíc obyvatel.

## Poloha a doprava
Zaozjornyj leží na severním okraji Východního Sajanu na Barze, levém přítoku Kanu v povodí Jeniseje. Od Krasnojarsku, krajského správního střediska, je vzdálen přibližně 170 kilometrů východně.
Prochází přes něj Transsibiřská magistrála a na zdejší stanici Zaozjornaja z ní odbočují dvě místní nákladní tratě: Na severozápad do uzavřeného města Zelenogorsku a na jihovýchod do uhelných dolů u Borodina.

## Dějiny
Zaozjornyj byl založen v roce 1776 pod jménem Troicko-Zaozjornaja (Троицко-Заозёрная). Přejmenován na Zaozjornyj byl v roce 1934 při povýšení na sídlo městského typu. Od roku 1948 je městem.